# Alberto Vargas

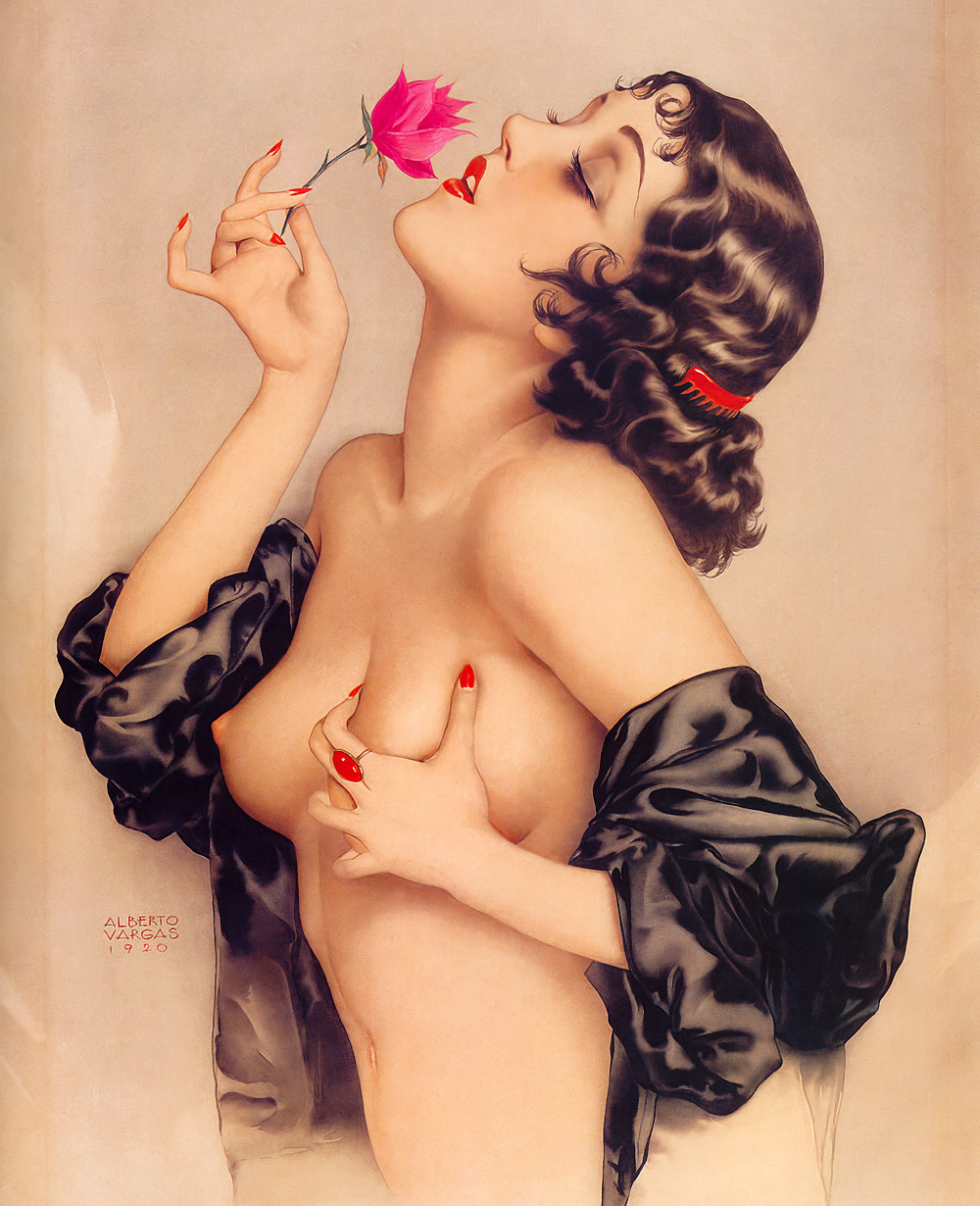
Olive Thomas målad av Vargas

Alberto Vargas, född 9 februari 1896 i Arequipa, Peru, död 30 december 1982 i Los Angeles, Kalifornien, USA, var en pinupkonstnär, som blev känd för den så kallade Vargas-flickan.
Joaquin Alberto Vargas y Chávez var son till den kände peruansk fotografen Max T. Vargas. Han flyttade till USA 1918 efter att ha utbildat sig i Zürich och Genève i Schweiz före första världskriget. I Europa kom han i kontakt med den franska tidskriften  La Vie Parisienne, vilken hade ett omslag av Raphael Kirchner, som han sade hade betydelse för hans konstnärliga utveckling. 